# Campeonato Paraguaio de Futebol de 1936
O Campeonato Paraguaio de Futebol de 1936 foi o vigésimo sexto torneio desta competição. Participaram onze equipes. Não houve rebaixamento, pois a segunda divisão foi suspensa. Além disso, com o reflexo da decisão da "famosa assembléia de 7 de julho de 1935", que rebaixou quatro equipes nos bastidores, foi criada uma nova federação dissidente, a Federación Paraguaya de Deportes, que reuniu novos clubes, os rebaixados do Campeonato Paraguaio de Futebol de 1931 e outros clubes que participavam da divisão intermédia. O Club Sportivo Luqueño foi convidado a participar da primeira divisão. 
| Equipe                | Cidade   | Departamento     | No ano anterior | Estádio | Capacidade | Títulos                                                  | Participações |
| --------------------- | -------- | ---------------- | --------------- | ------- | ---------- | -------------------------------------------------------- | ------------- |
| Club River Plate      | Assunção | Distrito Capital | Décimo Lugar    | --      | --         | 0 (não possui)                                           | 19            |
| Club Cerro Porteño    | Assunção | Distrito Capital | Campeão         | --      | --         | 5 (1913, 1915, 1918, 1919, 1935)                         | 20            |
| Club Guaraní          | Assunção | Distrito Capital | Sétimo Lugar    | --      | --         | 4 (1906,1907, 1921, 1923 )                               | 25            |
| Club Nacional         | Assunção | Distrito Capital | Quinto Lugar    | --      | --         | 4 (1909, 1911, 1924, 1926)                               | 26            |
| Club Olimpia          | Assunção | Distrito Capital | Quarto Lugar    | --      | --         | 9 (1912, 1914, 1916, 1917,1925, 1927, 1928, 1929, 1931 ) | 26            |
| Sol de América        | Assunção | Distrito Capital | Vice Campeão    | --      | --         | 0 (não possui)                                           | 20            |
| Club Libertad         | Assunção | Distrito Capital | Terceiro Lugar  | --      | --         | 3 (1910, 1920, 1930)                                     | 21            |
| Atlántida Sport Club  | Assunção | Distrito Capital | Oitavo Lugar    | --      | --         | 0 (não possui)                                           | 17            |
| Club Presidente Hayes | Assunção | Distrito Capital | Nono Lugar      | --      | --         | 0 (não possui)                                           | 13            |
| Atlético Corrales     | Assunção | Distrito Capital | Sexto Lugar     | --      | --         | 0 (não possui)                                           | 4             |
| Club Sportivo Luqueño | Luque    | Central          | Convidado       | --      | --         | 0 (não possui)                                           | 8             |

## Premiação
| Campeonato Paraguaio 1936 Primeira Divisão |
| Assunção                                   |
| ------------------------------------------ |
| Club Olímpia Campeão (10º título)          |